# Festival Eurovisão da Canção 1999
O Festival Eurovisão da Canção de 1999 (em inglês: Eurovision Song Contest 1999, em francês: Concours Eurovision de la chanson 1999 e em hebraico: אירוויזיון 1999) foi o 44º Festival Eurovisão da Canção e realizou-se em 29 de maio de 1999 em  Jerusalém. O local escolhido para o concurso foi o Centro Internacional de Convenções. Os anfitriões do espectáculo foram Yigal Ravid, repórter de televisão, Dafna Dekel, cantora que representou Israel em 1992, e Sigal Shahamon, modelo e actriz. A vencedora do concurso foi Charlotte Nilsson, que representou a Suécia com "Take Me to Your Heaven", que obteve 163 pontos. Esta foi a quarta vitória da Suécia no concurso e a segunda na década de 1990 (após a vitória de Carola em 1991).

## Local

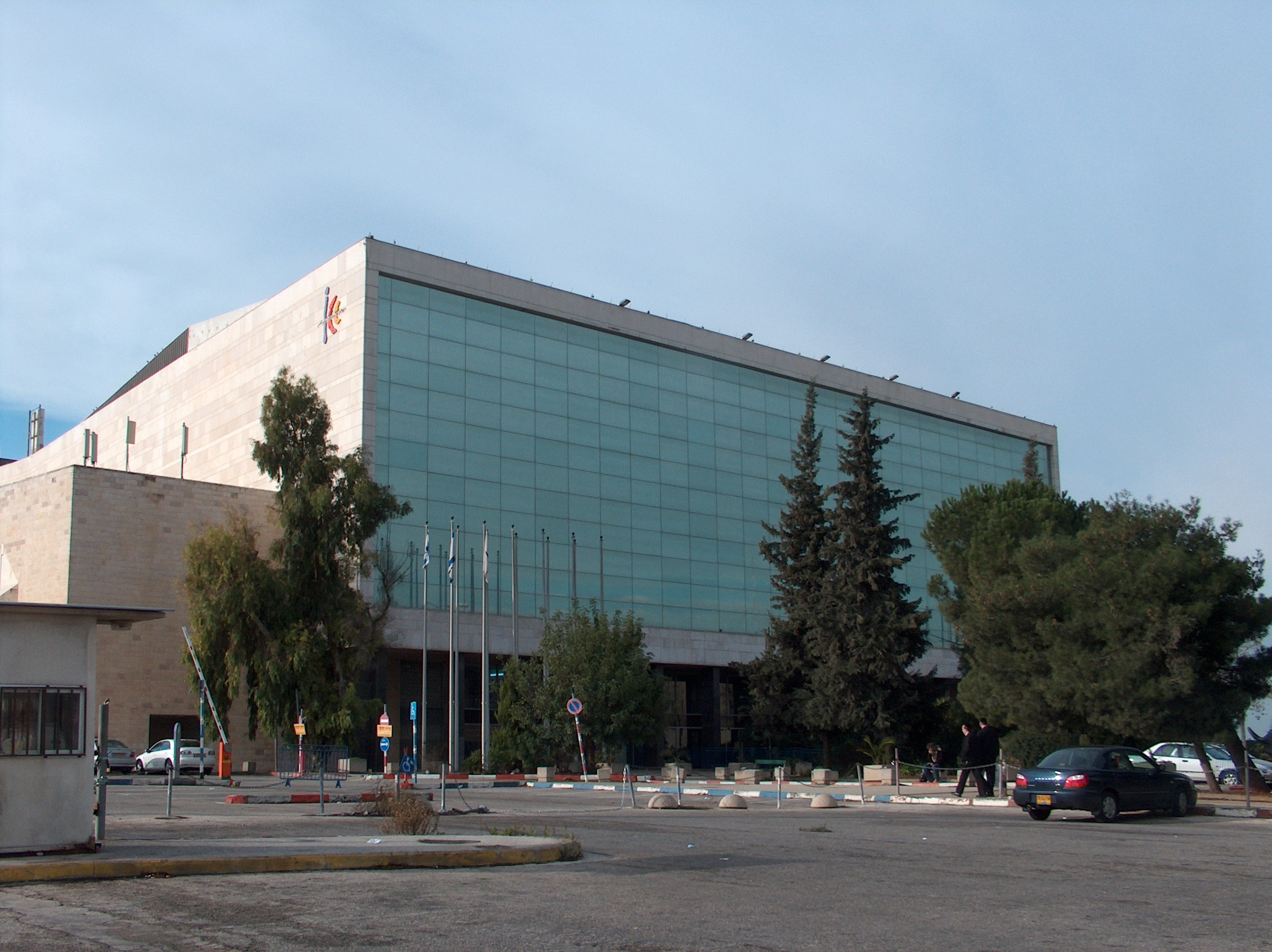
O Centro Internacional de Convenções, em Jerusalém, em Israel.

Houve certa controvérsia na hora de designar qual seria a sede da edição de 1999, devido à complicada situação geopolítica de Israel e também á oposição de grupos de judeus ultra ortodoxos, se diz que a edição de 1999 deveria-se nalguma cidade do Reino Unido ou Malta (respectivamente, o segundo e o terceiro lugar). Pelo que finalmente a cidade escolhida foi Jerusalém, e o Centro Internacional de Convenções como a sede do festival.
Então, o Festival Eurovisão da Canção 1999 ocorreu em Jerusalém, em Israel. Jerusalém (em hebraico:  ירושלים, Yerushaláyim; em árabe: القدس, al-Quds; em grego:  Ιεροσόλυμα, Ierossólyma), localizada em um planalto nas montanhas da Judeia entre o Mediterrâneo e o mar Morto, é uma das cidades mais antigas do mundo. É considerada sagrada pelas três principais religiões abraâmicas — judaísmo, cristianismo e islamismo. Israelenses e palestinos reivindicam a cidade como sua capital, mas Israel mantém suas principais instituições governamentais em Jerusalém, enquanto o Estado da Palestina, em última instância, apenas a prevê como a sua futura sede política; nenhuma das reivindicações, no entanto, é amplamente reconhecida pela comunidade internacional. contém um número de significativos lugares antigos cristãos, e é considerada a terceira cidade santa no Islão. Apesar de possuir uma área de apenas 0,9 km2, a cidade antiga hospeda os principais pontos religiosos, entre eles a Esplanada das Mesquitas, o Muro das lamentações, o Santo Sepulcro, a Cúpula da Rocha e a Mesquita de Al-Aqsa. A cidade antigamente murada, um patrimônio mundial, tem sido tradicionalmente dividida em quatro quarteirões, ainda que os nomes usados hoje (os bairros armênio, cristão, judeu e o muçulmano) foram introduzidos por volta do século XIX. a Cidade Velha foi indicada para inclusão na lista do patrimônio mundial em perigo pela Jordânia em 1982.
O festival em si realizou-se no Centro Internacional de Convenções, uma sala de concerto e centro de convenções, que é o maior do Médio Oriente.

## Formato
Regras já antigas da Eurovisão foram abolidas nesta edição, tais como: a regra que cada país tinha que cantar numa das suas línguas nacionais foi abolida pela primeira vez desde 1977. A maioria dos países participantes, quatorze dos vinte e três participantes, escolheu cantar, total ou parcialmente, em inglês e apenas oito inteiramente em suas respectivas línguas nacionais; Lituânia, Espanha, Croácia, Polónia, França, Chipre, Portugal e Turquia. Além disso, a música ao vivo tornou-se opcional, pela primeira vez na história da competição. A IBA (estação arfintriã) aproveitou-se disso e decidiu abandonar a orquestra da Eurovisão, como forma de economizar dinheiro para o espetáculo. Isso significava que, pela primeira vez, todas as canções a concurso tiveram o uso de uma faixa de apoio durante suas atuações. Isso causou controvérsia para os tradicionalistas da Eurovisão, como o vencedor Johnny Logan criticando o movimento, que descreve agora o evento como um "karaoke".
Foi anunciado em 1999 que, a partir da edição de 2000, os quatro maiores contribuintes financeiros da União Europeia de Radiodifusão (UER) - Alemanha, Espanha, França e Reino Unido - teriam a sua participação automática no concurso, independentemente da sua pontuações médias que tivessem ao longo dos últimos cinco anos.
A Letónia tinha intenções de participar na Eurovisão, pela primeira vez, mas retirou-se numa fase tardia. Isso deu a Hungria a oportunidade de participar; no entanto, a Magyar Televízió decidiu não participar. Isso permitiu a Portugal ser o 23º país a concurso nesse ano.
Áustria, Bósnia e Herzegovina, Dinamarca e Islândia voltaram ao concurso, depois de ter sido relegado de competir em 1998. A Lituânia também retornou ao Festival, pela primeira vez em cinco anos. A delegação lituana tinha tido problemas de orçamento para enfrentar, e por isso a UER permitiu que os lituanos chegassem a Israel um dia mais tarde do que todos os outros. A primeira delegação, por outro lado a deslocar-se á Terra Santa foi a da Estónia.
Depois de ter sido relegado na edição de 1998, o Perviy Kanal (televisão russa) tinha decidido não transmitir a edição desse ano, a fim de permitir um retorno forte em Israel. No entanto, como apenas os países que tinham transmitidos a edição do ano anterior foram autorizados a entrar concurso do próximo ano, a Rússia foi forçada a perder mais um ano. A eles se juntaram a Finlândia, a Grécia, a Macedónia, a Roménia, a Eslováquia e a Suíça; os países com as menores pontuações médias ao longo dos cinco anos anteriores.
Os favoritos á vitória eram Selma da Islândia com "All Out of Luck", e Marlain do Chipre com "Tha 'Ne Erotas", depois de uma pesquisa de internet por fãs. Mas, enquanto a Islândia terminou em segundo lugar (a melhor participação do país no concurso), o Chipre não conseguiu inspirar televotos, terminando em penúltimo, com apenas dois pontos, ambos do Reino Unido.
Na preparação para o concurso, muitos especularam que o evento não seria realizado em Israel, mas sim em Malta ou no Reino Unido (os países que completaram o top 3 do concurso em 1998). Treze participantes dos 23 escolheram para cantar a língua inglesa, total ou parcial. Além disso, a música ao vivo tornou-se opcional, pela primeira vez na história do concurso. A IBA aproveitou disso e decidiu abandonar a orquestra do Concurso, como forma de economizar dinheiro para o espectáculo.
As regras desta edição foram publicadas em setembro de 1998.

### Cartões postais

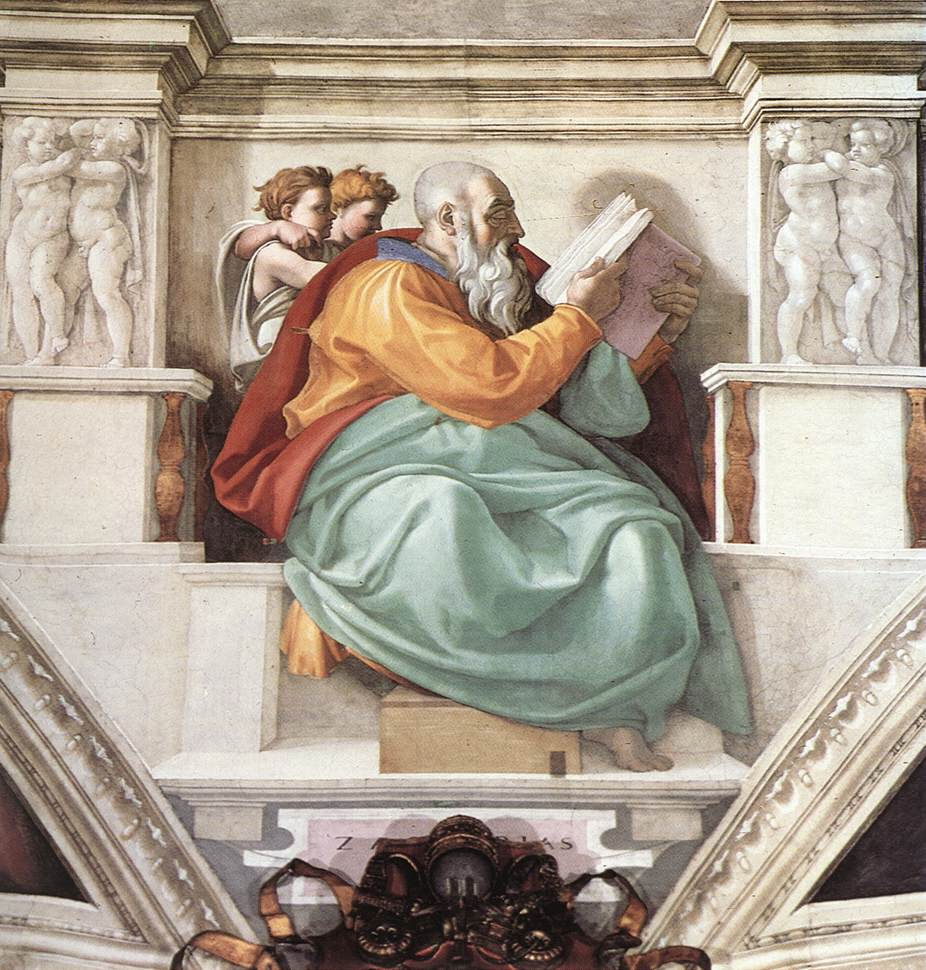
Antes da interpretação da canção holandesa, o cartão postal mostrava uma animação do profeta Zacarias, como descrito no teto da Capela Sistina no Vaticano.

Os cartões postais desse ano foram filmes pré-gravados que seriam mostrados entre as canções. Subordinados ao tema da Torá, dos quais muito poucas peças conhecidas são retratados na Bíblia, sobretudo no Antigo Testamento com base em cenas pintadas, um fragmento da Torá desse ano, e ás figuras da animação que ganhavam vida seguiu-se um enredo bem-humorado. As imagens misturavam-se com filmes reais em que foram mostrados os pontos turísticos de Israel. As cenas normalmente não tinha qualquer ligação com o país participante que ocorreria após o cartão postal. As histórias a seguir foram abordadas (indicando a versão do Antigo Testamento):
| País                 | Passagem bíblica                            |
| -------------------- | ------------------------------------------- |
| Lituânia             | Escadas de Jacob (Gen. 28:12)               |
| Bélgica              | Faraó e o seu exército (Ex. 14:28)          |
| Espanha              | Arca de Noé (Gen. 8:10-11)                  |
| Croácia              | Ruth (Ruth 2)                               |
| Reino Unido          | Jonas e a baleia (Jona 2)                   |
| Eslovénia            | Adão e Eva (Gen. 3:6-7)                     |
| Turquia              | Mar da Galileia                             |
| Noruega              | Os construtores do Tabernáculo (Ex. 31:2-6) |
| Dinamarca            | José e seus irmãos (Gen. 37:2)              |
| França               | Bezerro de ouro (Ex. 32:8)                  |
| Países Baixos        | O profeta (Zach.)                           |
| Polónia              | David e Golias (1. Sam. 17:48-49)           |
| Islândia             | Maná do céu (Ex. 16:14-31)                  |
| Chipre               | A cesta de Moisés (Ex. 2:3)                 |
| Suécia               | David e Betsabá (2. Sam. 11:2)              |
| Portugal             | Daniel na cova dos leões (Dan. 6)           |
| Irlanda              | Caim e Abel (Gen. 4:3-5)                    |
| Áustria              | O julgamento de Salomão (1 Kon. 3:16-22)    |
| Israel               | Terra prometida (Num. 13:23)                |
| Malta                | David e Mical (1. Sam. 19:12)               |
| Alemanha             | Torre de Babel (Gen. 11:1-9)                |
| Bósnia e Herzegovina | Sansão (Ri. 16:29-30)                       |
| Estónia              | Zodíaco                                     |

Quatro das pinturas eram imagens da Bíblia ilustrada por Gustave Doré. Entre as outras pinturas eram obras de vários artistas, incluindo Michelangelo, Albrecht Dürer e Pieter Bruegel, e imagens medievais anónimas.

## Votação
19 dos 23 países usaram o televoto, onde, às 10 canções mais votadas, eram atriuídos 12, 10, 8, 7, 6, 5, 4, 3, 2, 1 ponto, com um júri de salvaguarda, em caso de erros. Um júri nacional era usado em casos de força maior, em que não se pudesse utilizar o televoto. Nos restantes países, foi usado o júri.
A supervisora executiva da EBU foi Christine Marchal-Ortiz.
Durante a votação, a câmera fez vários close-ups dos artistas. Em particular, Charlotte Nilsson, Selma, os Sürpriz e Rui Bandeira apareceram.
Durante o processo de votação, os apresentadores separaram-se. Yigal Ravid tomou seu lugar na ponte e conduziu a votação, enquanto que Dafna Dekel e Sigal Shahamon se instalaram na green room com os artistas e delegações.
Pela primeira vez, cada delegação foi individualmente seguida por uma câmara. A tela dividida permitia mostrá-los todos de uma vez. Os espectadores poderiam, portanto, ver todos os artistas. A produção também fez um plano sistemático de cada um recebendo "doze pontos."
Quando sua vitória tornou-se certa, a representante sueca, Charlotte Nilsson, se levantou e foi para beijar o representante islandês, Selma, que terminou em segundo.

## Prémio Barbara Dex
Pela terceira vez, o fansite House of Eurovision apresentou o Prêmio Barbara Dex, um prémio de humor dado ao artista mais mal vestido a cada ano no concurso. É nomeado após a artista belga, Barbara Dex, que ficou em último na edição de 1993, em que ela usava o seu próprio vestido projetado. A House of Eurovision continuaria a fornecer o Barbara Dex Award até 2016, quando outro fansite da Eurovision, songfestival.be, assumiu as rédeas do prémio e o apresenta todos os anos a partir de 2017.
Lydia, de Espanha ganhou o Prémio Barbara Dex 1999.

## Participações individuais
Durante cerca de 10 meses, todos os países foram escolhendo os seus representantes, assim como as músicas que os mesmos interpretaram em Jerusalém. Para realizar tal selecção, cada país utilizou o seu próprio processo de selecção. Alguns optaram pela selecção interna, que consiste em a televisão organizadora daquele país fazer a escolha; no entanto, por vezes apenas o artista é seleccionado internamente, e a música não. Outros países (a maioria), utilizou um programa de televisão para seleccionar a sua entrada. Quartos de final, semifinais, second-chances e finais, foram realizados durante nos meses antecedentes do Festival (até março) na maioria dos países europeus, cada um com o seu processo próprio.
Predefinição:Participações Individuais ESC1999

## Participantes

Países participantes

| País                 | Título original da Canção                   | Artista                         | Processo                                                  | Data da Selecção        |
| País                 | Tradução em Português                       | Idioma                          | Processo                                                  | Data da Selecção        |
| -------------------- | ------------------------------------------- | ------------------------------- | --------------------------------------------------------- | ----------------------- |
| Alemanha             | "Reise nach Jerusalem – Kudüs'e seyahat"    | Sürpriz                         | Countdown Grand Prix 1999                                 | 12 de março de 1999     |
| Alemanha             | Viagem a Jerusalém                          | Alemão, Turco, Inglês, Hebraico | Countdown Grand Prix 1999                                 | 12 de março de 1999     |
| Áustria              | "Reflection"                                | Bobbie Singer                   | Seleção Interna                                           | -                       |
| Áustria              | Reflexo                                     | Inglês                          | Seleção Interna                                           | -                       |
| Bélgica              | "Like the wind"                             | Vanessa Chinitor                | Eurosong 1999                                             | 28 de fevereiro de 1999 |
| Bélgica              | Como o vento                                | Inglês                          | Eurosong 1999                                             | 28 de fevereiro de 1999 |
| Bósnia e Herzegovina | "Putnici"                                   | Dino & Béatrice                 | Eurosong BiH 1999                                         | 6 de março de 1999      |
| Bósnia e Herzegovina | Viajantes                                   | Bósnio & Francês                | Eurosong BiH 1999                                         | 6 de março de 1999      |
| Chipre               | "Tha 'nai Erotas" (Θα 'ναι έρωτας)          | Marlain                         | Kíprii Telikoú tis Diagonismós Tragoudioú Eurovision 1999 | 1 de março de 1999      |
| Chipre               | Isto será amor                              | Grego                           | Kíprii Telikoú tis Diagonismós Tragoudioú Eurovision 1999 | 1 de março de 1999      |
| Croácia              | "Marija Magdalena"                          | Doris Dragović                  | Dora 1999                                                 | 7 de março de 1999      |
| Croácia              | Maria Madalena                              | Croata                          | Dora 1999                                                 | 7 de março de 1999      |
| Dinamarca            | "This Time I Mean It"                       | Trine Jepsen & Michael Teschl   | Dansk Melodi Grand Prix 1999                              | 13 de março de 1999     |
| Dinamarca            | Desta vez digo a sério                      | Inglês                          | Dansk Melodi Grand Prix 1999                              | 13 de março de 1999     |
| Eslovénia            | "For a Thousand Years"                      | Darja Švajger                   | EMA 1999                                                  | 26 de fevereiro de 1999 |
| Eslovénia            | Durante mil anos                            | Inglês                          | EMA 1999                                                  | 26 de fevereiro de 1999 |
| Espanha              | "No quiero escuchar"                        | Lydia                           | Seleção Interna                                           | -                       |
| Espanha              | Eu não quero escutar                        | Castelhano                      | Seleção Interna                                           | -                       |
| Estónia              | "Diamond of Night"                          | Evelin Samuel & Camille         | Eurolaul 1999                                             | 24 de janeiro de 1999   |
| Estónia              | Diamante da noite                           | Inglês                          | Eurolaul 1999                                             | 24 de janeiro de 1999   |
| França               | "Je veux donner ma voix"                    | Nayah                           | Eurovision 99 - La sélection                              | 2 de março de 1999      |
| França               | Eu quero dar a minha voz                    | Francês                         | Eurovision 99 - La sélection                              | 2 de março de 1999      |
| Irlanda              | "When You Need Me"                          | The Mullans                     | Eurosong 1999                                             | 7 de março de 1999      |
| Irlanda              | Quando precisares de mim                    | Inglês                          | Eurosong 1999                                             | 7 de março de 1999      |
| Islândia             | "All Out of Luck"                           | Selma                           | Seleção Interna                                           | -                       |
| Islândia             | Sem Sorte Nenhuma                           | Inglês                          | Seleção Interna                                           | -                       |
| Israel               | "Yom Huledet (Happy Birthday)" (יום "הולדת) | Eden                            | Selecção Interna                                          | -                       |
| Israel               | Parabéns                                    | Hebraico & Inglês               | Selecção Interna                                          | -                       |
| Lituânia             | "Strazdas"                                  | Aistė                           | Nacionalinė atranka 1999                                  | 27 de dezembro de 1998  |
| Lituânia             | Canção do tordo                             | Samogiciano                     | Nacionalinė atranka 1999                                  | 27 de dezembro de 1998  |
| Malta                | "Believe 'n Peace"                          | Times Three                     | Festival Tal-Kanzunetta Maltija 1999                      | 20 de fevereiro de 1999 |
| Malta                | Acredito na paz                             | Inglês                          | Festival Tal-Kanzunetta Maltija 1999                      | 20 de fevereiro de 1999 |
| Noruega              | "Living My Life Without You"                | Stig Van Eijk                   | Melodi Grand Prix 1999                                    | 27 de fevereiro de 1999 |
| Noruega              | Vivendo a minha vida sem ti                 | Inglês                          | Melodi Grand Prix 1999                                    | 27 de fevereiro de 1999 |
| Países Baixos        | "One Good Reason"                           | Marlayne                        | Nationaal Songfestival 1999                               | 14 de março de 1999     |
| Países Baixos        | Uma boa razão                               | Inglês                          | Nationaal Songfestival 1999                               | 14 de março de 1999     |
| Polónia              | "Przytul mnie mocno"                        | Mietek Szcześniak               | Seleção Interna                                           | -                       |
| Polónia              | Abraça-me forte                             | Polaco                          | Seleção Interna                                           | -                       |
| Portugal             | "Como tudo começou"                         | Rui Bandeira                    | Festival RTP da Canção 1999                               | 8 de março de 1999      |
| Portugal             | Como tudo começou                           | Português                       | Festival RTP da Canção 1999                               | 8 de março de 1999      |
| Reino Unido          | "Say It Again"                              | Precious                        | Great British Song Contest 1999                           | 7 de março de 1999      |
| Reino Unido          | Diz isso novamente                          | Inglês                          | Great British Song Contest 1999                           | 7 de março de 1999      |
| Suécia               | "Take Me to Your Heaven                     | Charlotte Nilsson               | Melodifestivalen 1999                                     | 27 de fevereiro de 1999 |
| Suécia               | Leva-me ao teu céu                          | Inglês                          | Melodifestivalen 1999                                     | 27 de fevereiro de 1999 |
| Turquia              | "Dön artık"                                 | Tuğba Önal & Grup Mistik        | Eurovision Şarkı Yarışması Türkiye Finali 1999            | 12 de março de 1999     |
| Turquia              | Volta                                       | Turco                           | Eurovision Şarkı Yarışması Türkiye Finali 1999            | 12 de março de 1999     |

## Festival

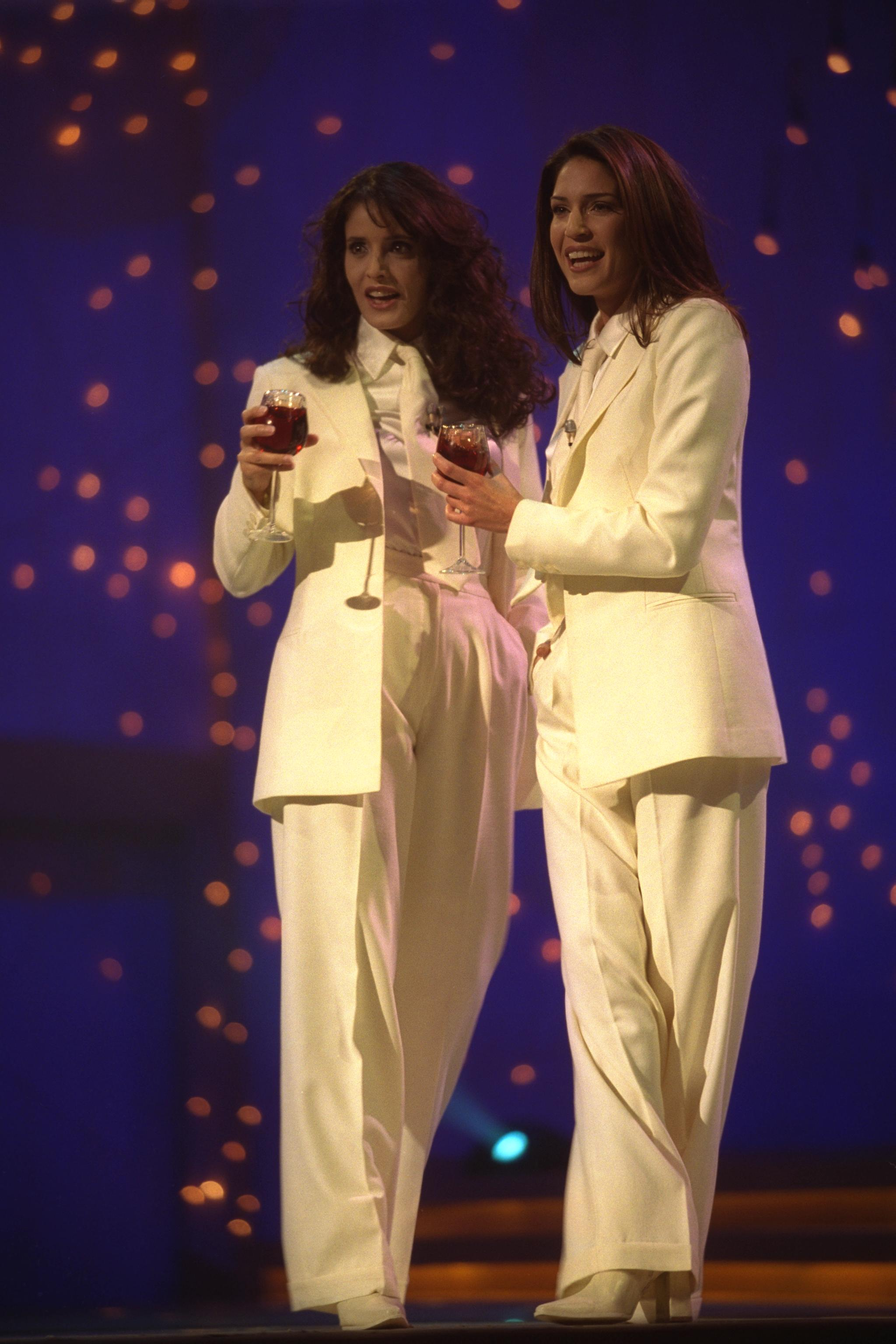
Dafna Dekel e Sigal Shachmon, apresentadoras da edição de 1999.

A abertura da competição começou com uma animação digital, levando espectadores de Birmingham (cidade anfitriã da edição de 1998) a Jerusalém. A câmera viajou por todos os países europeus, representados por monumentos ou objetos emblemáticos. Um vídeo mostrando um helicóptero sobrevoando Jerusalém à noite segue. A câmera pousou e Dafna Dekel e Sigal Shahamon saíram. Elas viajaram pelas ruas da cidade com um grupo de dançarinos e terminaram o seu percurso na esplanada em frente ao Centro Internacional de Convenções.
Depois de 42 anos onde a orquestra esteve sempre presente no palco de cada edição, a mesma foi abolida, sendo esta a primeira edição onde a orquestra não esteve presente, onde rendeu críticas do vencedor Johnny Logan, que disse que a Eurovisão se tinha tornado num "Karaoke".
A decoração do palco foi inspirada na chegada do novo milénio. Os seus constituintes simbolizavam a eternidade ao longo dos tempos. O palco, quadrante, estava segurado por quatro escadas forradas com tiras de luz. Dez linhas de pontos de luz percorriam o chão e deixvam um pódio de luz rectangular atravessando o palco para fazer avançar o público. Basicamente, a dois passos, foi instalado o principal elemento da decoração: um globo solar rotativo, cercado por quatro quadrantes de metal representando o zodíaco. O globo, deixou nove feixes de luz de cinco ramos cada. Estas vigas foram eles também móveis. Por trás desse elemento foi instalado um ecrã gigante. Em todos os lugares, foram colocados ou suspensos esferas e os globos, lembrando os planetas que giram ao redor do sol. As paredes e o teto do palco foram cravejados com milhares de pequenas bolhas que parecem estrelas distantes e constelações. Finalmente, para o lado direito do palco havia uma ponte que foi utilizado para o processo de votação.
Os apresentadores foram Dafna Dekel, Yigal Ravid e Sigal Shachmon, que falaram aos espectadores em hebraico, inglês e francês. Pela primeira vez, três pessoas apresentaram o certame europeu.
Os cartões postais consistiam em imagens bíblicas confundidas com imagens do dia a dia.
O intervalo foi fornecido por Dana International, que realizou um cover da música de Stevie Wonder "Free", o que causou alguma controvérsia em Israel, devido à letra da canção. Dana International também apareceu no final do espectáculo, dando o troféu a Nilsson. Depois de fingir que o troféu era pesado demais para o levantar, caiu em palco, derrubando os compositores. O show terminou com os três apresentadores convidando todos ao palco para cantar uma versão da versão em inglês de "Hallelujah", a canção vencedora de 1979 por Israel.
| #   | País                 | Idioma                          | Artista                       | Canção                                      | Lugar | Pontuação |
| --- | -------------------- | ------------------------------- | ----------------------------- | ------------------------------------------- | ----- | --------- |
| 1º  | Lituânia             | Samogiciano                     | Aistė                         | "Strazdas"                                  | 20º   | 13        |
| 2º  | Bélgica              | Inglês                          | Vanessa Chinitor              | "Like the wind"                             | 12º   | 38        |
| 3º  | Espanha              | Castelhano                      | Lydia                         | "No quiero escuchar"                        | 23º   | 1         |
| 4º  | Croácia              | Croata                          | Doris Dragović                | "Marija Magdalena"                          | 4º    | 118       |
| 5º  | Reino Unido          | Inglês                          | Precious                      | "Say It Again"                              | 12º   | 38        |
| 6º  | Eslovénia            | Inglês                          | Darja Švajger                 | "For a Thousand Years"                      | 11º   | 50        |
| 7º  | Turquia              | Turco                           | Tuğba Önal & Grup Mistik      | "Dön artık"                                 | 16º   | 21        |
| 8º  | Noruega              | Inglês                          | Stig Van Eijk                 | "Living My Life Without You"                | 14º   | 35        |
| 9º  | Dinamarca            | Inglês                          | Trine Jepsen & Michael Teschl | "This Time I Mean It"                       | 9º    | 71        |
| 10º | França               | Francês                         | Nayah                         | "Je veux donner ma voix"                    | 19º   | 14        |
| 11º | Países Baixos        | Inglês                          | Marlayne                      | "One Good Reason"                           | 8º    | 71        |
| 12º | Polónia              | Polaco                          | Mietek Szcześniak             | "Przytul mnie mocno"                        | 18º   | 17        |
| 13º | Islândia             | Inglês                          | Selma                         | "All Out of Luck"                           | 2º    | 146       |
| 14º | Chipre               | Grego                           | Marlain                       | "Tha 'nai Erotas" (Θα 'ναι έρωτας)          | 22º   | 2         |
| 15º | Suécia               | Inglês                          | Charlotte Nilsson             | "Take Me to Your Heaven"                    | 1º    | 163       |
| 16º | Portugal             | Português                       | Rui Bandeira                  | "Como tudo começou"                         | 21º   | 12        |
| 17º | Irlanda              | Inglês                          | The Mullans                   | "When You Need Me"                          | 17º   | 18        |
| 18º | Áustria              | Inglês                          | Bobbie Singer                 | "Reflection"                                | 10º   | 65        |
| 19º | Israel               | Hebraico & Inglês               | Eden                          | "Yom Huledet (Happy Birthday)" (יום "הולדת) | 5º    | 93        |
| 20º | Malta                | Inglês                          | Times Three                   | "Believe 'n Peace"                          | 15º   | 32        |
| 21º | Alemanha             | Alemão, Turco, Inglês, Hebraico | Sürpriz                       | "Reise nach Jerusalem – Kudüs'e seyahat"    | 3º    | 140       |
| 22º | Bósnia e Herzegovina | Bósnio & Francês                | Dino & Béatrice               | "Putnici"                                   | 7º    | 86        |
| 23º | Estónia              | Inglês                          | Evelin Samuel & Camille       | "Diamond of Night"                          | 6º    | 90        |

### Resultados
A ordem de votação no Festival Eurovisão da Canção 1999, foi a seguinte:
| Países Votantes      | Países Pontuados | Países Pontuados | Países Pontuados | Países Pontuados | Países Pontuados | Países Pontuados | Países Pontuados | Países Pontuados | Países Pontuados | Países Pontuados | Países Pontuados | Países Pontuados | Países Pontuados | Países Pontuados | Países Pontuados | Países Pontuados | Países Pontuados     | Países Pontuados | Países Pontuados | Países Pontuados | Países Pontuados | Países Pontuados     | Países Pontuados |
| -------------------- | ---------------- | ---------------- | ---------------- | ---------------- | ---------------- | ---------------- | ---------------- | ---------------- | ---------------- | ---------------- | ---------------- | ---------------- | ---------------- | ---------------- | ---------------- | ---------------- | -------------------- | ---------------- | ---------------- | ---------------- | ---------------- | -------------------- | ---------------- |
| Países Votantes      | Lituânia         | Bélgica          | Espanha          | Croácia          | Reino Unido      | Eslovénia        | Turquia          | Noruega          | Dinamarca        | França           | Países Baixos    | Polónia          | Islândia         | Chipre           | Suécia           | Portugal         | República da Irlanda | Áustria          | Israel           | Malta            | Alemanha         | Bósnia e Herzegovina | Estónia          |
| Lituânia             |                  |                  |                  | 6                | 5                | 10               |                  |                  |                  | 2                | 4                | 7                | 8                |                  | 3                |                  | 12                   |                  |                  |                  |                  |                      | 1                |
| Bélgica              |                  |                  |                  | 5                |                  | 2                |                  |                  |                  |                  | 12               |                  | 8                |                  | 7                |                  |                      | 6                | 3                |                  | 10               | 1                    | 4                |
| Espanha              |                  |                  |                  | 12               | 4                | 2                |                  |                  | 5                |                  | 3                |                  | 10               |                  | 6                |                  |                      |                  | 8                |                  | 7                |                      | 1                |
| Croácia              | 2                | 4                | 1                |                  | 5                | 12               |                  | 7                |                  |                  |                  |                  |                  |                  |                  |                  |                      |                  | 8                | 6                | 3                | 10                   |                  |
| Reino Unido          |                  |                  |                  |                  |                  |                  |                  |                  | 5                |                  | 8                |                  | 10               | 2                | 12               |                  | 4                    | 7                |                  | 6                | 1                |                      | 3                |
| Eslovénia            |                  |                  |                  | 12               | 2                |                  |                  |                  | 5                |                  | 3                |                  |                  |                  | 7                |                  |                      | 4                | 1                |                  | 6                | 10                   | 8                |
| Turquia              |                  |                  |                  | 8                | 4                |                  |                  |                  |                  | 2                | 5                |                  | 10               |                  | 6                |                  | 1                    |                  | 3                |                  | 12               | 7                    |                  |
| Noruega              |                  |                  |                  |                  |                  |                  | 4                |                  |                  | 8                |                  |                  | 10               |                  | 12               |                  | 1                    | 6                | 2                |                  | 3                | 7                    | 5                |
| Dinamarca            |                  |                  |                  |                  | 1                |                  |                  | 6                |                  |                  | 7                |                  | 12               |                  | 10               |                  |                      | 3                | 2                |                  | 5                | 8                    | 4                |
| França               |                  | 2                |                  | 7                |                  | 1                | 5                |                  |                  |                  |                  |                  |                  |                  | 3                | 12               |                      |                  | 10               |                  | 8                | 6                    | 4                |
| Países Baixos        |                  | 10               |                  | 1                |                  | 6                |                  |                  |                  |                  |                  |                  | 7                |                  | 8                |                  |                      | 2                | 4                |                  | 12               | 3                    | 5                |
| Polónia              |                  | 2                |                  | 7                |                  |                  |                  |                  | 1                |                  |                  |                  | 4                |                  | 6                |                  |                      | 3                | 10               |                  | 12               | 5                    | 8                |
| Islândia             |                  |                  |                  | 4                |                  |                  |                  | 7                | 12               |                  | 6                |                  |                  |                  | 10               |                  |                      | 8                | 1                |                  | 5                | 3                    | 2                |
| Chipre               | 5                |                  |                  | 2                | 4                |                  |                  | 7                | 8                |                  |                  |                  | 12               |                  | 6                |                  |                      | 1                | 10               | 3                |                  |                      |                  |
| Suécia               |                  |                  |                  | 1                |                  |                  |                  | 5                | 8                |                  | 4                |                  | 12               |                  |                  |                  |                      | 7                | 3                |                  | 2                | 6                    | 10               |
| Portugal             |                  |                  |                  | 6                |                  |                  |                  |                  | 3                |                  | 2                |                  | 4                |                  | 10               |                  |                      | 5                | 8                | 1                | 12               |                      | 7                |
| Irlanda              |                  | 10               |                  | 6                |                  | 12               |                  | 3                | 7                | 2                | 1                |                  | 4                |                  | 5                |                  |                      |                  |                  |                  |                  |                      | 8                |
| Áustria              |                  |                  |                  | 8                |                  |                  |                  |                  | 5                |                  | 4                |                  | 2                |                  | 6                |                  |                      |                  | 1                | 7                | 10               | 12                   | 3                |
| Israel               | 3                | 5                |                  | 7                | 4                |                  |                  |                  | 2                |                  | 6                |                  | 10               |                  | 8                |                  |                      |                  |                  |                  | 12               |                      | 1                |
| Malta                | 1                |                  |                  | 5                | 8                |                  |                  |                  | 4                |                  | 2                |                  | 10               |                  | 12               |                  |                      |                  | 6                |                  | 3                |                      | 7                |
| Alemanha             |                  |                  |                  | 10               |                  |                  | 12               |                  |                  |                  |                  | 4                | 3                |                  | 2                |                  |                      | 5                | 7                | 1                |                  | 8                    | 6                |
| Bósnia e Herzegovina |                  |                  |                  | 8                | 1                | 5                |                  |                  |                  |                  | 4                | 6                |                  |                  | 12               |                  |                      |                  | 2                | 7                | 10               |                      | 3                |
| Estónia              | 2                | 5                |                  | 3                |                  |                  |                  |                  | 6                |                  |                  |                  | 10               |                  | 12               |                  |                      | 8                | 4                | 1                | 7                |                      |                  |
| Total                | 13               | 38               | 1                | 118              | 38               | 50               | 21               | 35               | 71               | 14               | 71               | 17               | 146              | 2                | 163              | 12               | 18                   | 65               | 93               | 32               | 140              | 86                   | 90               |
| Lugar                | 20º              | 12º              | 23º              | 4º               | 12º              | 11º              | 16º              | 14º              | 8º               | 19º              | 8º               | 18º              | 2º               | 22º              | 1º               | 21º              | 17º                  | 10º              | 5º               | 15º              | 3º               | 7º                   | 6º               |
| Países Votantes      | Lituânia         | Bélgica          | Espanha          | Croácia          | Reino Unido      | Eslovénia        | Turquia          | Noruega          | Dinamarca        | França           | Países Baixos    | Polónia          | Islândia         | Chipre           | Suécia           | Portugal         | República da Irlanda | Áustria          | Israel           | Malta            | Alemanha         | Bósnia e Herzegovina | Estónia          |
| Países Votantes      | Países Pontuados |                  |                  |                  |                  |                  |                  |                  |                  |                  |                  |                  |                  |                  |                  |                  |                      |                  |                  |                  |                  |                      |                  |

| Países Votantes      | Países Pontuados | Países Pontuados | Países Pontuados | Países Pontuados | Países Pontuados | Países Pontuados | Países Pontuados | Países Pontuados | Países Pontuados | Países Pontuados | Países Pontuados | Países Pontuados | Países Pontuados | Países Pontuados | Países Pontuados | Países Pontuados | Países Pontuados     | Países Pontuados | Países Pontuados | Países Pontuados | Países Pontuados | Países Pontuados     | Países Pontuados |
| -------------------- | ---------------- | ---------------- | ---------------- | ---------------- | ---------------- | ---------------- | ---------------- | ---------------- | ---------------- | ---------------- | ---------------- | ---------------- | ---------------- | ---------------- | ---------------- | ---------------- | -------------------- | ---------------- | ---------------- | ---------------- | ---------------- | -------------------- | ---------------- |
| Países Votantes      | Lituânia         | Bélgica          | Espanha          | Croácia          | Reino Unido      | Eslovénia        | Turquia          | Noruega          | Dinamarca        | França           | Países Baixos    | Polónia          | Islândia         | Chipre           | Suécia           | Portugal         | República da Irlanda | Áustria          | Israel           | Malta            | Alemanha         | Bósnia e Herzegovina | Estónia          |
| Lituânia             | 0                | 0                | 0                | 6                | 5                | 10               | 0                | 0                | 0                | 2                | 4                | 7                | 8                | 0                | 3                | 0                | 12                   | 0                | 0                | 0                | 0                | 0                    | 1                |
| Bélgica              | 0                | 0                | 0                | 11               | 5                | 12               | 0                | 0                | 0                | 2                | 16               | 7                | 16               | 0                | 10               | 0                | 12                   | 6                | 3                | 0                | 10               | 1                    | 5                |
| Espanha              | 0                | 0                | 0                | 23               | 9                | 14               | 0                | 0                | 5                | 2                | 19               | 7                | 26               | 0                | 16               | 0                | 12                   | 6                | 11               | 0                | 17               | 1                    | 6                |
| Croácia              | 2                | 4                | 1                | 23               | 14               | 26               | 0                | 7                | 5                | 2                | 19               | 7                | 26               | 0                | 16               | 0                | 12                   | 6                | 19               | 6                | 20               | 11                   | 6                |
| Reino Unido          | 2                | 4                | 1                | 23               | 14               | 26               | 0                | 7                | 10               | 2                | 27               | 7                | 36               | 2                | 28               | 0                | 16                   | 13               | 19               | 12               | 21               | 11                   | 9                |
| Eslovénia            | 2                | 4                | 1                | 35               | 16               | 26               | 0                | 7                | 15               | 2                | 30               | 7                | 36               | 2                | 35               | 0                | 16                   | 17               | 20               | 12               | 27               | 21                   | 17               |
| Turquia              | 2                | 4                | 1                | 43               | 20               | 26               | 0                | 7                | 15               | 4                | 35               | 7                | 46               | 2                | 41               | 0                | 17                   | 17               | 23               | 12               | 39               | 28                   | 17               |
| Noruega              | 2                | 4                | 1                | 43               | 20               | 26               | 4                | 7                | 15               | 12               | 35               | 7                | 56               | 2                | 53               | 0                | 18                   | 23               | 25               | 12               | 42               | 35                   | 22               |
| Dinamarca            | 2                | 4                | 1                | 43               | 21               | 26               | 4                | 13               | 15               | 12               | 42               | 7                | 68               | 2                | 63               | 0                | 18                   | 26               | 27               | 12               | 47               | 43                   | 26               |
| França               | 2                | 6                | 1                | 50               | 21               | 27               | 9                | 13               | 15               | 12               | 42               | 7                | 68               | 2                | 66               | 12               | 18                   | 26               | 37               | 12               | 55               | 49                   | 30               |
| Países Baixos        | 2                | 16               | 1                | 51               | 21               | 33               | 9                | 13               | 15               | 12               | 42               | 7                | 75               | 2                | 74               | 12               | 18                   | 28               | 41               | 12               | 67               | 52                   | 35               |
| Polónia              | 2                | 18               | 1                | 58               | 21               | 33               | 9                | 13               | 16               | 12               | 42               | 7                | 79               | 2                | 80               | 12               | 18                   | 31               | 51               | 12               | 79               | 57                   | 43               |
| Islândia             | 2                | 18               | 1                | 62               | 21               | 33               | 9                | 20               | 28               | 12               | 48               | 7                | 79               | 2                | 90               | 12               | 18                   | 39               | 52               | 12               | 84               | 60                   | 45               |
| Chipre               | 7                | 18               | 1                | 64               | 25               | 33               | 9                | 27               | 36               | 12               | 48               | 7                | 91               | 2                | 96               | 12               | 18                   | 40               | 62               | 15               | 84               | 60                   | 45               |
| Suécia               | 7                | 18               | 1                | 65               | 25               | 33               | 9                | 32               | 44               | 12               | 52               | 7                | 103              | 2                | 96               | 12               | 18                   | 47               | 65               | 15               | 86               | 66                   | 55               |
| Portugal             | 7                | 18               | 1                | 71               | 25               | 33               | 9                | 32               | 47               | 12               | 54               | 7                | 107              | 2                | 106              | 12               | 18                   | 52               | 73               | 16               | 98               | 66                   | 62               |
| Irlanda              | 7                | 28               | 1                | 77               | 25               | 45               | 9                | 35               | 54               | 14               | 55               | 7                | 111              | 2                | 111              | 12               | 18                   | 52               | 73               | 16               | 98               | 66                   | 70               |
| Áustria              | 7                | 28               | 1                | 85               | 25               | 45               | 9                | 35               | 59               | 14               | 59               | 7                | 113              | 2                | 117              | 12               | 18                   | 52               | 74               | 23               | 108              | 78                   | 73               |
| Israel               | 10               | 33               | 1                | 92               | 29               | 45               | 9                | 35               | 61               | 14               | 65               | 7                | 123              | 2                | 125              | 12               | 18                   | 52               | 74               | 23               | 120              | 78                   | 74               |
| Malta                | 11               | 33               | 1                | 97               | 37               | 45               | 9                | 35               | 65               | 14               | 67               | 7                | 133              | 2                | 137              | 12               | 18                   | 52               | 80               | 23               | 123              | 78                   | 81               |
| Alemanha             | 11               | 33               | 1                | 107              | 37               | 45               | 21               | 35               | 65               | 14               | 67               | 11               | 136              | 2                | 139              | 12               | 18                   | 57               | 87               | 24               | 123              | 86                   | 87               |
| Bósnia e Herzegovina | 11               | 33               | 1                | 115              | 38               | 50               | 21               | 35               | 65               | 14               | 71               | 17               | 136              | 2                | 151              | 12               | 18                   | 57               | 89               | 31               | 133              | 86                   | 90               |
| Estónia              | 13               | 38               | 1                | 118              | 38               | 50               | 21               | 35               | 71               | 14               | 71               | 17               | 146              | 2                | 163              | 12               | 18                   | 65               | 93               | 32               | 140              | 86                   | 90               |
| Lugar                | 20º              | 12º              | 23º              | 4º               | 12º              | 11º              | 16º              | 14º              | 8º               | 19º              | 8º               | 18º              | 2º               | 22º              | 1º               | 21º              | 17º                  | 10º              | 5º               | 15º              | 3º               | 7º                   | 6º               |
| Países Votantes      | Lituânia         | Bélgica          | Espanha          | Croácia          | Reino Unido      | Eslovénia        | Turquia          | Noruega          | Dinamarca        | França           | Países Baixos    | Polónia          | Islândia         | Chipre           | Suécia           | Portugal         | República da Irlanda | Áustria          | Israel           | Malta            | Alemanha         | Bósnia e Herzegovina | Estónia          |
| Países Votantes      | Países Pontuados |                  |                  |                  |                  |                  |                  |                  |                  |                  |                  |                  |                  |                  |                  |                  |                      |                  |                  |                  |                  |                      |                  |

#### 12 pontos
Os países que receberam 5 pontos foram os seguintes:
| # | Países Pontuados     | Países Votantes                                            |
| - | -------------------- | ---------------------------------------------------------- |
| 5 | Alemanha             | Israel, Países Baixos, Polónia, Portugal, Turquia          |
| 5 | Suécia               | Bósnia e Herzegovina, Estónia, Malta, Noruega, Reino Unido |
| 3 | Islândia             | Chipre, Dinamarca, Suécia                                  |
| 2 | Croácia              | Eslovénia, Espanha                                         |
| 2 | Eslovénia            | Croácia, Irlanda                                           |
| 1 | Bósnia e Herzegovina | Áustria                                                    |
| 1 | Dinamarca            | Islândia                                                   |
| 1 | Irlanda              | Lituânia                                                   |
| 1 | Países Baixos        | Bélgica                                                    |
| 1 | Portugal             | França                                                     |
| 1 | Turquia              | Alemanha                                                   |

### Média de pontuações
| #   | País               | Pontuação em 1994 | Pontuação em 1995 | Pontuação em 1996 | Pontuação em 1997 | Pontuação em 1998 | Total | Média |
| --- | ------------------ | ----------------- | ----------------- | ----------------- | ----------------- | ----------------- | ----- | ----- |
| 1º  | Irlanda            | 226               | 44                | 162               | 157               | 64                | 653   | 130,6 |
| -   | Israel             | -                 | 81                | -                 | -                 | 172               | 253   | 126,5 |
| 2º  | Reino Unido        | 63                | 66                | 77                | 227               | 166               | 609   | 121,8 |
| 3º  | Malta              | 97                | 76                | 68                | 66                | 165               | 472   | 94,4  |
| 4º  | Noruega            | 76                | 148               | 114               | 0                 | 79                | 417   | 83,4  |
| 5º  | Croácia            | 27                | 91                | 98                | 24                | 131               | 371   | 74,2  |
| 6º  | Suécia             | 48                | 100               | 100               | 36                | 53                | 337   | 67,4  |
| 7º  | Chipre             | 51                | 79                | 72                | 98                | 37                | 337   | 67,4  |
| 8º  | Países Baixos      | 4                 | -                 | 78                | 5                 | 150               | 237   | 59,25 |
| 9º  | Alemanha           | 128               | 1                 | -                 | 22                | 86                | 237   | 59,25 |
| 10º | Polónia            | 166               | 15                | 31                | 54                | 19                | 285   | 57    |
| 11º | França             | 74                | 94                | 18                | 95                | 3                 | 284   | 56,8  |
| 12º | Turquia            | -                 | 21                | 57                | 121               | 25                | 224   | 56    |
| 13º | Espanha            | 17                | 119               | 17                | 96                | 21                | 270   | 54    |
| 14º | Estónia            | 2                 | -                 | 94                | 82                | 36                | 214   | 53,5  |
| 15º | Bélgica            | -                 | 8                 | 22                | -                 | 122               | 152   | 50,67 |
| 16º | Eslovénia          | -                 | 84                | 16                | 60                | 17                | 177   | 44,25 |
| 17º | Hungria            | 122               | 3                 | -                 | 39                | 4                 | 168   | 42    |
| 18º | Portugal           | 73                | 5                 | 92                | 0                 | 36                | 206   | 41,2  |
| 19º | Grécia             | 44                | 68                | 36                | 39                | 12                | 199   | 39,8  |
| 20º | Macedónia do Norte | -                 | -                 | -                 | -                 | 16                | 16    | 16    |
| 21º | Finlândia          | 11                | -                 | 9                 | -                 | 22                | 42    | 14    |
| 22º | Eslováquia         | 15                | -                 | 19                | -                 | 8                 | 42    | 14    |
| 23º | Suíça              | 15                | -                 | 22                | 5                 | 0                 | 42    | 10,5  |
| 24º | Roménia            | 14                | -                 | -                 | -                 | 6                 | 20    | 10    |

## Artistas repetentes
Alguns artistas repetiram a sua experiência Eurovisiva. Em 1998, os repetentes foram:
| País (1998) | Foto | Artista        | Ano Anterior | País Representado | Canção         | Tradução   | Pontuação | Classificação |
| ----------- | ---- | -------------- | ------------ | ----------------- | -------------- | ---------- | --------- | ------------- |
| Croácia     |      | Doris Dragović | ESC 1986     | Jugoslávia        | "Željo moja"   | Meu desejo | 49        | 11º           |
| Eslovénia   |      | Darja Švajger  | ESC 1995     | Eslovénia         | "Prisluhni mi" | Ouve-me    | 84        | 7º            |